# Josef Franz Freyn
Josef Franz Freyn (Praga, 1845 - Smichow 16 de enero de 1903) fue un ingeniero y botánico austriaco.
Desde 1881, participó en la construcción de líneas férreas como diseñador, y empresario de la construcción en Praga.
Investigó sobre la flora de Hungría, sur de Istria, y el lejano este y Asia central. Se especializó en la familia Ranunculaceae.

## Algunas publicaciones
- Freyn, J. 1903. Plantae ex Asia Media. [Forts, folgt]. Bull de l'Herb. Boissier. 1903. pp. 857-873

- La abreviatura «Freyn» se emplea para indicar a Josef Franz Freyn como autoridad en la descripción y clasificación científica de los vegetales.[1]